# Кресвёй
Кресвёй (фр. Cresseveuille) — коммуна во Франции, находится в регионе Нижняя Нормандия. Департамент коммуны — Кальвадос. Входит в состав кантона Дозюле. Округ коммуны — Лизьё.
Код INSEE коммуны — 14198.

## Население
Население коммуны на 2010 год составляло 279 человек.
| 1962 | 1968 | 1975 | 1982 | 1990 | 1999 | 2010 |
| ---- | ---- | ---- | ---- | ---- | ---- | ---- |
| 194  | 183  | 138  | 128  | 167  | 212  | 279  |

## Экономика
В 2010 году среди 192 человек трудоспособного возраста (15—64 лет) 144 были экономически активными, 48 — неактивными (показатель активности — 75,0 %, в 1999 году было 68,8 %). Из 144 активных жителей работали 141 человек (78 мужчин и 63 женщины), безработных было 3 (1 мужчина и 2 женщины). Среди 48 неактивных 22 человека были учениками или студентами, 12 — пенсионерами, 14 были неактивными по другим причинам.